# ジョナス・サヴィンビ
ジョナス・マリェイロ・サヴィンビ（Jonas Malheiro Savimbi、1934年8月3日 - 2002年2月22日）は、アンゴラの政治家、民族主義者、ゲリラ活動家。反政府武装勢力「アンゴラ全面独立民族同盟」（UNITA）の創始者で、同組織の軍事部門であるアンゴラ解放軍の司令官でもあった。ジョナス・サビンビとも表記される。30年以上続いたアンゴラ内戦の当事者。

## 略歴
- 1958年 - 医師の道を志し、宗主国ポルトガルのリスボン大学に留学、医学を専攻。反政府活動による取締を避けるためにスイスへ移動、フリブール大学で社会学部を専攻。
- 1961年 - 反政府組織アンゴラ民族解放戦線（FNLA）の亡命政府の外務大臣に指名される。
- 1965年 - スイスのローザンヌ大学で政治学を専攻、博士号を取得。中華人民共和国で軍事訓練を受け、毛沢東思想に傾倒する[1]。
- 1966年 - FNLAを離反し自ら反政府組織、アンゴラ全面独立民族同盟を結成。アンゴラ独立戦争に参入。この時にアンゴラ解放運動が鎮圧された場合に備え、ポルトガルの秘密警察PIDE（英語版）とも関係を持ち、対立関係にあったアンゴラ解放人民運動（MPLA）に関する情報を横流ししていたとされている。
- 1975年 - アンゴラ独立達成。対立していたMPLAがソビエト連邦とキューバの援助でマルクス・レーニン主義を標榜するアンゴラ人民共和国を建国したことから、古巣のFNLAと共にアンゴラ民主人民共和国を立ち上げてアンゴラ内戦を引き起こした。UNITAの支援国はアメリカ合衆国ならびに中国、ザイール、フランス、イスラエル、エジプト、モロッコ、サウジアラビアといったソ連陣営と敵対する国々であり[2]、さらにアンゴラに派兵したアパルトヘイト時代の南アフリカからは直接支援を受けていた。
- 1985年 - 南アフリカ軍に警備されたUNITAの本拠地ジャンバでニカラグアのコントラやアフガニスタンのムジャヒディンの代表などとともにソビエト帝国主義の打倒を掲げる国際組織民主インターナショナル（英語版）の設立会議を行った[3]。
- 1992年 - アンゴラ内戦和平条約、大統領選に出馬するものの落選。
- 1994年 - 内戦再開、ダイヤモンド鉱山からの収益により戦闘を継続する。
- 2002年2月22日 - 戦闘中に死亡。

## 人物

サヴィンビとロナルド・レーガン（1986年）

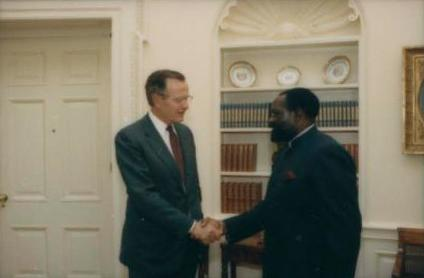
サヴィンビとジョージ・H・W・ブッシュ（1990年）

- 独立前も含め30年以上も続いたアンゴラ内戦の当事者。かつては当時中ソ対立を起こしていた中国で軍事訓練を受けた毛沢東主義者であり、モスクワへの留学も拒否するほどソ連に敵対的だった[4]。米ソ冷戦が激しさを増した1970年代～1980年代前半からは共産主義政権の打倒を目指す反共主義者として西側諸国から強い支援を受けるものの、ソビエト連邦崩壊に伴い発言力が低下した。
- アパルトヘイトを堅持して国際社会と対決していた南アフリカのピーター・ウィレム・ボータと親交を結び[5]、ボータに象牙のAK-47を贈っている[6]。サヴィンビ自身はアパルトヘイトに反対し、ボータにネルソン・マンデラの解放を働きかけたとされる[7]。
- 1990年代前半になると、軍事的にも劣勢を強いられるようになり、現政府と和平を結び大統領選に出馬するものの落選。その後、政府には参加せず温存した勢力を元に、戦闘を再開させた。
- ダイヤモンド採掘による収益は数十億ドルとも推定されたが、収益の全てが武装組織に注入されることは無かったと推定されている。個人蓄財にも回されたとも推測されたが、一切は不明である。
- 2002年、軍事的劣勢の中、アンゴラ政府とアメリカ合衆国政府が和解。そうした最中、戦闘中に死去。なお、アンゴラ正規軍ではなく民間軍事会社が襲撃を実施したとされており、事実上の暗殺に近いものではないかと見られている。67歳没。
- 2016年2月に、サヴィンビの遺族が、ゲーム『コール オブ デューティ ブラックオプス2』で「サヴィンビを野蛮な人物として描いた」としてアクティビジョン・ブリザードのフランス支社に対し100万ユーロの損害賠償を求める訴訟をナンテールの裁判所で起こして話題となった[8][9]。